# Stěpan Marjanjan
Stěpan Majilovič Marjanjan (* 21. září 1991) je ruský zápasník – klasik arménského původu.

## Sportovní kariéra
Zápasení se věnuje od 9 let v rodné krasnodarské obci Dinská. Pod vedením trenéra Alexandra Komova se později specializoval na řecko-římský styl. Připravuje se v Krasnodaru a v Moskvě. Jeho osobním trenérem je Igor Ivanov.
V roce 2015 startoval na Evropských hrách v Baku ve váze do 55 kg jako náhradník za zraněného Ibragima Labazanova s získal titul mistra Evropy. V roce 2016 prohrál s Labazanovem ve finále ruského mistrovství a přišel o start na olympijských hrách v Riu. Od roku 2018 startuje ve váze do 63 kg.

## Výsledky
| Olympijské hry     |    | —  |   |    |     | — |   |   |     | — |    |    |  |  |  |  |  |  |  |  |  |  |  |  |  |
| Mistrovství světa  | —  |    | — | —  | —   |   | — | — | úč. |   | 3. | 1. |  |  |  |  |  |  |  |  |  |  |  |  |  |
| Evropské hry       |    |    |   |    |     |   |   |   | 1.  |   |    |    |  |  |  |  |  |  |  |  |  |  |  |  |  |
| Mistrovství Evropy | —  | —  | — | —  | —   | — | — | — | 1.  | — | —  | —  |  |  |  |  |  |  |  |  |  |  |  |  |  |
| MS juniorů         | —  | —  | — | 1. | úč. |   |   |   |     |   |    |    |  |  |  |  |  |  |  |  |  |  |  |  |  |
| ME juniorů         | —  | —  | — | —  | —   |   |   |   |     |   |    |    |  |  |  |  |  |  |  |  |  |  |  |  |  |
| ME dorostenců      | 1. | 1. |   |    |     |   |   |   |     |   |    |    |  |  |  |  |  |  |  |  |  |  |  |  |  |